# Тургусун (река)
Тургусун (каз. Тұрғысын өзені) — река в Алтайском районе Восточно-Казахстанской области Казахстана. Длина реки — 35 км. Площадь водосбора — более 1240 км².
Образуется при слиянии рек большой Тургусун и Малый Тургусун. Между сёлами Тургусун и Парыгино впадает с севера в реку Бухтарма — правый приток реки Иртыш. На 

## Происхождение названия речки
Название реки имеет монгольское происхождение и означает быстрая река (монг. Түргэн ус).
С середины XVIII века на Тургусун стали бежать крепостные крестьяне с Алтайских заводов.

## Экономика
С 2021 года на этой бурной горной реке действует Тургусунская ГЭС (Тургусун-1). Первые, но безуспешные попытки обустройства гидроэлектростанции на Тургусуне относятся к началу XX века. В 1930-х годах удалось построить небольшую ГЭС, которая проработала до 1957 года, пока её не вывели из эксплуатации в связи с запуском Бухтарминской ГЭС и каскада других станций на реке Иртыш. В 2013 году власти Казахстана приняли решение построить новую ГЭС, в 2021 году её ввели в эксплуатацию.
Имеются планы по возведению дополнительных ГЭС — Тургусун-2 (ниже Тургусун-1) и Тургусун-3 (выше), что будет формировать общий каскад из трёх ГЭС.

## Комментарии
1. ↑  Гидрологический пост в с. Кутиха находится на расстоянии 14 км от устья реки и 21 км — от истока.